# Villa O'Higgins (La Florida)
La Villa O´Higgins es una población obrera de la comuna de La Florida en Santiago de Chile. Fue fundada entre noviembre de 1969 y agosto de 1970 en el marco de la Operación Sitio creada por el gobierno de Eduardo Frei Montalva para evitar las tomas de terrenos por familias sin casa. El estado entregó solo el terreno, (con conexiones de agua, electricidad y número postal), por lo que, la población fue autoconstruida por sus propios moradores. Está dividida en 5 sectores cuyo eje central es la Avenida Santa Raquel, en sentido norte-sur. Fue una de las poblaciones emblemáticas en la lucha contra la dictadura de Pinochet.

## Límites
Se ubica entre calle Manutara por el Este y Avenida Punta Arenas  por el Oeste. Al Norte Av. Santa Julia y luego Carlos Catellón por el sur. 
Fue la primera población en asentarse en el sector donde se encuentra, por lo que originalmente le rodeaban campos, plantaciones y algunas casas patronales, con excepción del lado este, donde ya existían las poblaciones Calaf y Cabaña, entre calle Manutara y Avenida Vicuña Mackenna. 
Con el tiempo se construyeron todos los sitios eriazos, quedando la población incrustada entre otras "villas nuevas".

## Historia

### Origen
Se fundó en noviembre de 1969 (sectores 1, 2, 3 y 4, mientras que el sector 5 se fundó el 14 de agosto de 1970) como parte de la "Operación Sitio" creado por el gobierno de Eduardo Frei Montalva. A cada familia se le delimitaba en el suelo el terreno (generalmente de 6 por 25 o de 9 por 18 metros (162 mt2) que es la medida que aún mantienen) que iba a ocupar y solo se le entregaba una dirección postal, una conexión a la electricidad y al agua potable con sus respectivos medidores, acceso a un consultorio médico cercano y la promesa de un jardín infantil y una escuela a ser construida.
Todo lo demás (viviendas, veredas, pavimentos, etc) debía ser autoconstruido o postular al Estado. De todas forma la Operación Sitio fue un paso positivo frente a las "Tomas de terreno" que en ese tiempo se producían por la enorme cantidad de familias sin casas. Las tomas generaban "poblaciones callampas", que luego costaba mucho su urbanización.
Esto explica que la población tenga un esquema planificado de urbanismo, es decir sus calles son exactamente de norte a sur y de este a oeste, sus cuadras son rectangulares y sus sitios son iguales, además con dos sectores centrales para las escuelas, iglesias y plazas.

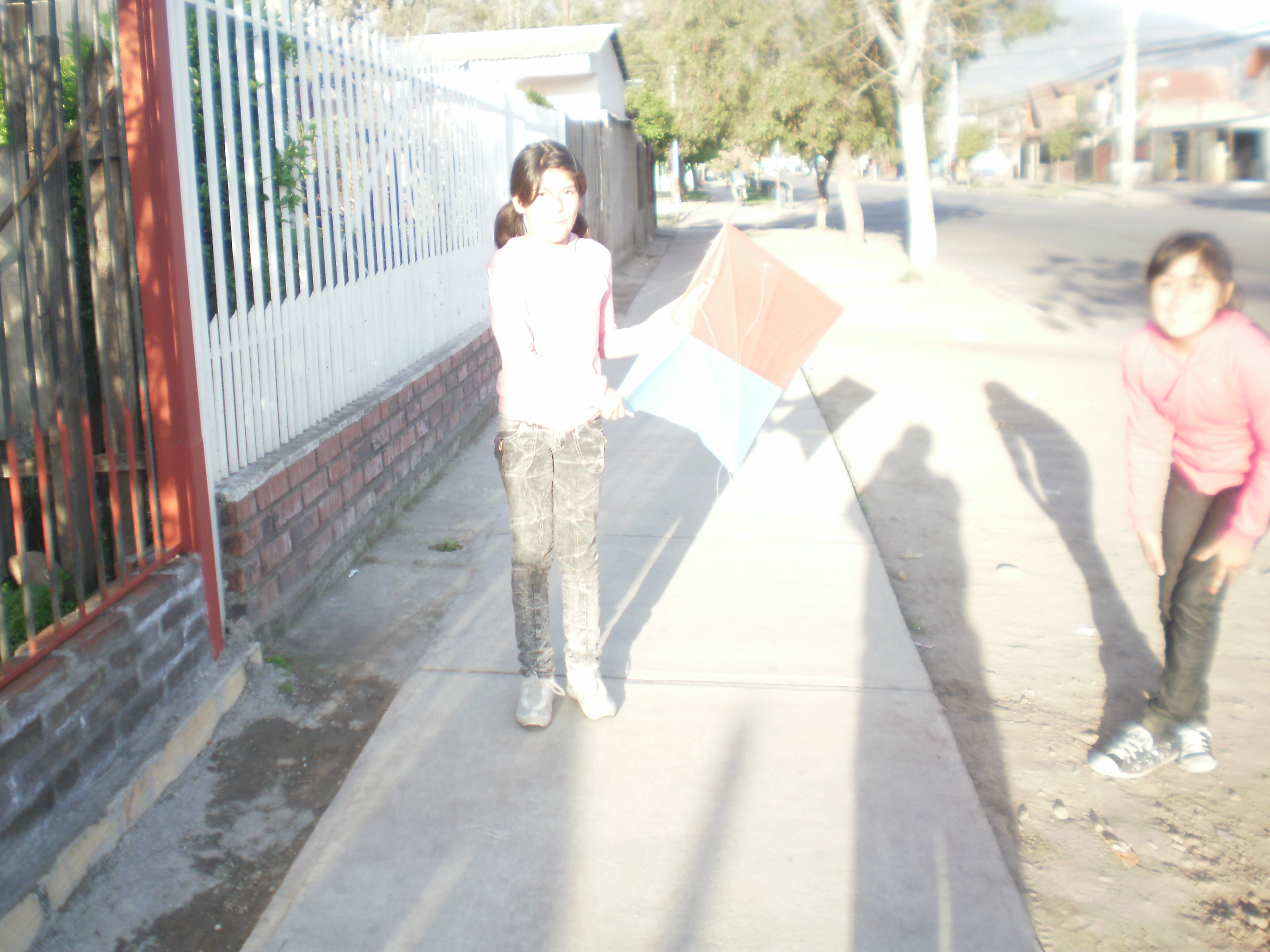
Niñas posan con un volantín atrapado en Rojas Magallanes, corazón del sector 5 (foto de 2010)

Durante los primeros años, sus pobladores comenzaron a construir sus casas y cierres con materiales en extremo baratos dada las circunstancias, pero pronto comenzó a prosperar quedando en la actualidad poco vestigio de esta primera época. 
Los niños de esa época se entretenían jugando a la pelota u otros juegos grupales en cualquier pasaje o sitio eriazo. Aún se conserva la afición por los volantines y sus competencias por cortar con hilo curado (con vidrio), el hilo de sus rivales. El volantín cortado es perseguido por niños, ya que pertenecerá al que lo capture.
Durante su inicio las direcciones de los hogares eran según la manzana y el sitio asignado (Ej. "manzana 34, sitio 2"). Los pasajes estaban numerados solo como referencia ("Pasaje 4, esquina del 12"). 
Para los años 80´s se estableció poner nombres de calles y pasajes con número para cada casa. Los nombres se designaron de ciudades y localidades con nombres indígenas, como Lircay, Chaitén, Lolenco, Huelén, Huentelauquén, etc.
Poseía una escuela construida de madera, nombrada como Escuela Nº555, posteriormente renombrada como  "D-456", actual "Unidad Divina". Sin embargo, en 1979 será trasladada a la población aledaña de Los Quillayes, en calle El Quisco y cambiará su nombre definitivo a "Liceo Los Almendros".

### Unidad Popular y Dictadura

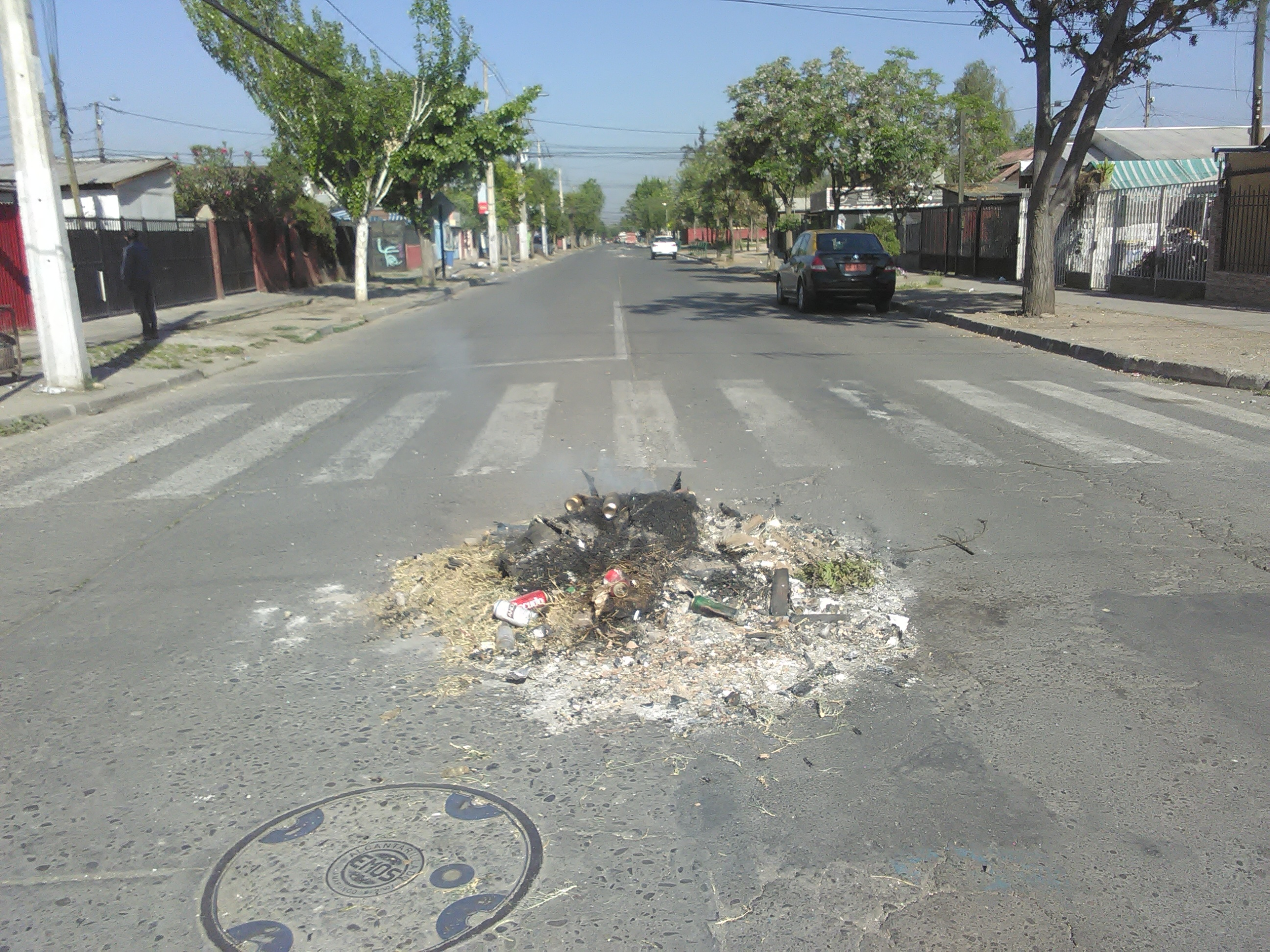
Restos de barricada en Rojas Magallanes, al día siguiente de jornada de Protestas en Chile de 2019 aunque similar a todas las históricas protestas en dicho lugar

Durante los años de la Unidad Popular y de la dictadura militar tendrá un importante desarrollo de los movimientos políticos. Con el Golpe de Estado de 1973, será allanada por los militares y muchos vecinos arrestados y exiliados.[cita requerida]
Durante los años 80 destacó por su lucha contra la dictadura militar de Augusto Pinochet, lo que implicó muertos, detenidos y relegados.
Durante las Jornadas de Protestas contra la dictadura militar durante los años 80`s, cada esquina se llenaba de barricadas encendidas en las noches junto a cacerolazos.[cita requerida]
Durante varias jornadas de protesta ingresaron tanquetas y militares a la población. Muchos pobladores fueron relegados y en algunos sectores hubo muertos. 
La zona de Santa Julia y Américo Vespucio será tristemente famosa por las represión sufrida, donde se creó una placa recordatoria en dicho lugar que debió ser removida por la construcción de la Estación Santa Julia, de la línea 4A del metro de Santiago.
En 1986 volverá a ser allanada y sus pobladores varones retenidos por horas en las canchas de fútbol, por las fuerzas militares.

### Retorno a la Democracia
Tras la recuperación de la Democracia en 1990, tal como otras poblaciones, la Villa O'Higgins será golpeada por el flagelo de la droga y la delincuencia. Sin embargo, a pesar de ser estigmatizada en los Medios de Comunicación, en general la población ha prosperado y destacado por su mayoría silenciosa de jóvenes con educación y pujanza.
La construcción del metro por Avenida Américo Vespucio significó el traslado de la feria libre de dicho lugar al corazón del sector 5, lo que le generó espacio que permitió a la feria de los domingos crecer hasta ser una de las más grandes de Santiago.
Actualmente la ex-población obrera, está totalmente construida y sus veredas y calles pavimentadas. Todas sus plazas están hermoseadas con juegos infantiles, pasto y árboles. Dispone de bastantes grupos organizados de jóvenes y pobladores.

### Carnaval Cultural de Villa O'Higgins
Desde 2008 se realiza durante el tercer sábado del mes de noviembre, El Carnaval Cultural de Villa O'Higgins donde las organizaciones sociales muestran sus artistas y producción.
Estos carnavales se realizan en las dos calzadas de la espaciosa avenida Santa Raquel (entre Trinidad y Santa Julia).
Y participan Juntas de Vecinos, sindicatos, organizaciones artísticas, deportivas, sociales, etc. Es un evento público y gratuito donde se mezclan: batucadas, zanquistas, malabaristas, chinchineros, mimos, personajes típicos, etc. Todo ello gestionado por las Organizaciones Sociales e Instituciones del territorio como por ejemplo, Parroquia Santa Cruz de mayo, La Casona de los Jóvenes, Juntas de vecinos, Comités de Adelanto, Sindicatos, entre otros

## Transporte Público y Conectividad

### Transporte público

#### Metro de Santiago
Posee en el límite nor-poniente, en la esquina de Av. Santa Julia con Av. Américo Vespucio, la Estación Santa Julia, de la línea 4A. Así mismo, es cercana la Estación Rojas Magallanes de la línea 4, en la equina de Rojas Magallanes con Av. Vicuña Mackenna. No se proyecta construcción de más líneas de Metro de Santiago ni estaciones en el sector.

#### Transantiago
Por Av. Américo Vespucio circulan las líneas troncales 118, 211, 211e y 224, esta última solo entre Av. Santa Julia y Av. Vicuña Mackenna, en sentido sur a norte. Por Av. Santa Raquel circulan las líneas troncales 204, 204e, 204n, 224, 224c, 325, E10, E13 y E15c. Por Av. Santa Julia, circulan las líneas troncales 224, 224c solo en sentido oriente a poniente, y, con cambio de itinerario en horas punta mañana de lunes a viernes, el servicio E13. Por calle Sótero del Río circulan las líneas locales 325 y E15c, además del servicio E13, solo sentido oriente a poniente, en hora punta mañana de lunes a viernes. Todas las líneas antes citadas pertenecen al sistema de transporte público Transantiago.

#### Taxis colectivos
También posee líneas de colectivos, cuyos destinos son el sector del Mall Plaza Vespucio, popularmente conocido como "el 14", en referencia al paradero Nº14 de Av. Vicuña Mackenna, aunque técnicamente sea el Nº13. Estos servicios son el 3009, 3029 y 3030.

### Calles, avenidas y autopistas
El eje principal de la población es Avenida Santa Raquel, que se extiende de norte a sur entre Puente Alto y Calle Gerónimo de Alderete, en La Florida.
Su límite sur, calle Sótero Del Río, permite acceso directo a la Autopista Vespucio Sur, y su caletera. 
Su límite norte, Av. Santa Julia, conecta con la estación homónima de la línea 4A al poniente, y se extiende hasta Av. La Florida, interrumpida en el sector de Av. Vicuña Mackenna.
Su límite oriente, calle Manutara, es reconocida como opción paralela a las Av. Santa Raquel y Av. Vicuña Mackenna, pues posee reversivilidad horaria (sentido sur a norte entre 07:00 y 10:00 hrs., y sentido norte a sur entre las 17:00 y 21:00 hrs., de lunes a viernes, excepto festivos), lo que permite absorber gran parte de la demanda de tránsito particular de la comuna donde se emplaza.
Su límite poniente, Av. Punta Arenas, es además el límite comunal de las comunas de La Florida y La Granja. Esta Avenida conecta directamente con Av. Yungay y Av. Lo Ovalle, como opciones al centro de Santiago sin utilizar Av. Vicuña Mackenna.
Los puntos neurálgicos más conflictivos en horas punta y días de lluvia son Av. Américo Vespucio en sus intersecciones con Av. Punta Arenas y Gerónimo de Alderete (Salida 16 Autopista Vespucio Sur), Av. Santa Raquel en sus intersecciones con Sótero del Río, Rojas Magallanes y Santa Julia, y Manutara en sus intersecciones con Rojas Magallanes y Sótero del Río.

## Puntos de interés

### Cultura y recreación
- "Casa de la Mujer", en calle Manutara 8791
- "La Casona de los Jóvenes", en calle Bartolomé Vivar 1250.
- Plaza "Lircay", en calle Rojas Magallanes esquina Lircay.
- Club deportivo "Los Rosales", en calle Manutara esquina Sótero del Río.

### Religiosos
- Parroquia Santa Cruz de Mayo, en Av. Santa Julia 787.
- Capilla Arnoldo Janssen, en calle Lircay 8710.
- Iglesia Pentecostal, en calle Sótero del Río 825.
- Iglesia "Del Señor", en calle Chaitén 8945.
- Iglesia Cristiana Pentecostal de Chile La Florida, en Av. Santa Raquel 8788.

Educación
- Sala Cuna y Jardín Infantil "Marcela Paz", en pasaje Tronador 1164.
- Sala Cuna y Jardín Infantil "Los Almendros", en calle El Quisco 470.
- Jardín Infantil "Parque Ecológico", en calle Sótero del Río 520.
- Jardín Infantil "Los Ositos", en calle Sótero del Río 980.
- Jardín Infantil "Manantial", en calle Chaitén 8983.
- Escuela Básica "Sótero del Río", en calle Sótero del Río 953.
- Colegio "Unidad Divina", en calle Lircay 9000.
- Escuela Básica "Belén O'Higgins", en pasaje Catemu 9154.
- Colegio "Sol del Illimani", en calle Cautín con General Las Heras.
- Escuela Técnica "Marcela Paz", Aconcagua 8289.
- Liceo "Los Almendros", en calle El Quisco 470.
- Liceo "Saint Charles", en calle Pedro Donoso 8741.
- Colegio "San Damián", en calle Sótero del Río 593.

Comercio
- Feria libre "Villa O'Higgins":
  - Miércoles: calle Padre Luis de Valdivia, entre Av. Américo Vespucio y Av. Punta Arenas.
  - Jueves: calle Chaitén, entre calles Rojas Magallanes y Sótero del Río.
  - Viernes: calle Aconcagua, entre Av. Santa Julia y calle Gerónimo de Alderete.
  - Sábado: Av. Santa Amalia, entre calle Manutara y Av. Santa Raquel.
  - Domingo: calle Rojas Magallanes, entre calle Lircay y Av. Américo Vespucio.

### Otras dependencias
- 36º Comisaría de Carabineros de Chile, en calle Sótero del Río 321.
- Consultorio "Villa O'Higgins", en Av. Santa Julia 870.
- "Hogar de María", en pasaje Vostok 8152.
- Dirección de servicios generales Ilustre Municipalidad de La Florida, en Av. Santa Raquel 8459.

## Ver
- Viviendas sociales